# Komšije
Komšije je dokumentarni film autora Pavla Vranjicana. Stručni suradnik bio je Ivica Pandža Orkan. Montaža je bila gotova 2003., a u distribuciju je pušten 17. listopada 2004. godine. 
Govori o početku velikosrpske pobune u Hrvatskoj, velikosrpskom napadu na Vukovar, lažima i medijskim manipulacijama od strane JNA i srpskih medija (primjerice, Kozarački vjesnik iz Prijedora). Sadrži snimke srbijanskih novinara i civila. Od poznatih osoba, u filmu se pojavljuje Vojislav Šešelj, Željko Ražnatović Arkan, Jovan Rašković, episkop gornjokarlovački Nikanor, Dragan Vasiljković, episkop dalmatinski Longin, Rajko Ležajić, Milan Martić, general Mile Mrkšić, Milorad Ulemek Legija i dr.
Prikazuje okupirani Erdut, osnivačku skupština SDS-a u selu Bukovici kraj Benkovca, govor Jovana Raškovića iz kolovoza 1990., okupaciju sela Gornjeg Viduševca kod Gline, ofenzivu združenih velikosrpskih snaga prema rijeci Kupi, spaljeno selo Lasinju, pljačku punionice mineralne vode Jamničke kiselice, četničku skupinu Šiltove iz Gline, četničku skupinu Steve Borojevića u Komogovini na Banovini, Arkanovu Srpsku dobrovoljačku gardu, rezerviste, dragovoljce iz Srbije, Crne Gore, Makedonije, napad banjolučkog korpusa JNA na Lipik, Pakrac i Novsku, napad združenih velikosrpskih snaga na Vukovar, govor četničkog vojvode Vojislava Šešelja u Benkovcu nekoliko dana nakon okupacije Vukovara, međusrpske sukobe (svađe četničkog vojvode Šešelja s kapetanom Draganom i s pripadnicima tzv. Bajinog voda iz Benkovca, koji je trebao biti obveznim materijalom Međunarodnom sudu za ratne zločine počinjene na području bivše Jugoslavije t.j. Haaškom tribunalu), snimke kako Vojislav Šešelj puca iz PAM-a prema Zadru, Novi selo, proslavu odlaska dragovoljaca iz Srbije svojim kućama, rušenje katolickih crkava u Petrinji, Čuntiću i Hrastovici, smotru 3. pješačke brigade u Benkovcu 1995. godine, vidovdansku smotru u Slunju 1995. itd.

## Vanjske poveznice
- Lijepa naša domovina Hrvatska  Arhivirana inačica izvorne stranice od 20. veljače 2021. (Wayback Machine)